# Rudolf Wilczek
Rudolf Wilczek (1 de noviembre de 1903, Cierpisz, voivodato de Cracovia - 19 de mayo de 1984, Bruselas) fue un botánico y taxónomo polaco-belga, director del Jardín Botánico de Bruselas (hoy Jardín Botánico Nacional de Bélgica).

## Biografía
Estudió la flora del África Oriental Alemana y las Bryophyta del periodo del Pleistoceno, antes de especializarse en el estudio del género Bryum.

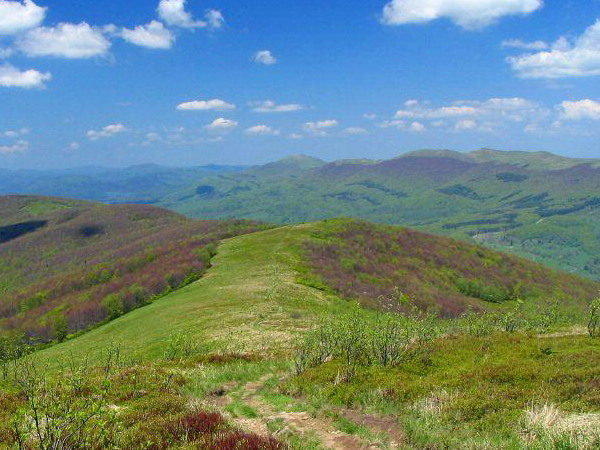
Cárpatos orientales exteriores en Polonia (Bieszczady-Poloniny)

En 1924 se diplomó en Wejherowo, y luego estudió en la Université Jan Kazimierza de Lwów, donde se orientó hacia la sistemática, en briología.
En agosto de 1927, participó en la expedición del Instituto de Sistemática y Morfología vegetal en la Universidad Jean Casimir de Leópolis, dirigida por el profesor Władysław Kulczyński, en el estudio de briófitas, en la cadena Chornohora, Cárpatos orientales.
Entre 1927 a 1928, fue asistente en la Universidad de Agronomía, Agricultural Academy in Dublany de Dublany.
Publicaba habitualmente en el Bulletin du Jardin Botanique de l'État.

## Algunas publicaciones
- rudolf Wilczek. 1953. Papilionaceae Genisteae Congolanae novae (Robynsiophyton, Crotalarie, Argyrolobium). Ed. Goemaere, 96 pp.

- 1946. Note sur quelques Mousses Rares de Pologne. 5 pp.

- 1936. airena Rejment, aniela Kozłowska, zdzisław Stuglik, izabela h. Książkówna. Biocenoza lasów Pogórza Cieszyńskiego. "La Biocénèse des associations sylvestres dans la région montagneuse du pays de Cieszyn". Ed. nakładem Polskiej Akademii Umiejętności, 216 pp.

- 1936. Mchy zespołów leśnych podgórza cieszyńskiego (Musgos de colinas forestales de Cieszyn). 32 pp.

- 1931. Spis mchów Czarnohory. Napisał Rudolf Wilczek (Tabla de musgos Czarnohora. Publicado por Rudolf Wilczek.) 41 pp.

## Honores

### Eponimia
Especies (27 + 11 + 4 registros)
- (Asteraceae) Erigeron × wilczekii F.O.Wolf ex Fiori[2]

- (Crassulaceae) Rosularia wilczekiana (Font Quer) Eggli[3]

- (Santalaceae) Thesium wilczekianum Lawalrée[4]

- (Verbenaceae) Junellia wilczekii (Briq.) Moldenke[5]

- La abreviatura «R.Wilczek» se emplea para indicar a Rudolf Wilczek como autoridad en la descripción y clasificación científica de los vegetales.[6]